# Leptocometes hispidus
Leptocometes hispidus är en skalbaggsart som beskrevs av Bates 1881. Leptocometes hispidus ingår i släktet Leptocometes och familjen långhorningar.
Artens utbredningsområde är:
- Costa Rica.
- El Salvador.

Inga underarter finns listade i Catalogue of Life.